# Feitoria de la bahía de Guanabara
La Feitoria de la bahía de Guanabara era un puesto comercial ubicado en el interior de la bahía de Guanabara, a la altura de lo que es hoy la Praia do Flamengo, en Río de Janeiro, Brasil .

## Historia
Construida durante la segunda expedición a las costas de Brasil (1503-1504), bajo el mando de Gonçalo Coelho, constituyó un puesto comercial de madera de Brasil (" Caesalpinia echinata "), que funcionó hasta 1516- 1517, cuando fue trasladada por Cristóvão Jaques a la isla de Itamaracá en la costa de Pernambuco . 
El puesto comercial debió constar de una simple  empalizada de madera defendiendo unas chozas de barro cubiertas de paja, y campos de cultivo de subsistencia. Está registrado que la expresión " cari oca " ("casa blanca" en lengua tupí ), a partir de 1504 pasó a asociarse a la Bahía de Guanabara.  Se especula que su ubicación se encuentra entre las actuales playas de Flamengo y Glória, junto a la desembocadura del río Carioca ,  (hoy canalizado). Otros autores señalan más bien una playa próxima al Morro do Leiripe (actualmente Morro da Viúva ).
El portugués João de Lisboa, compañero de Estevão Fróis (descubridores del Río de la Plata, en 1514 ), cargó palo de Brasil en el puesto comercial de Río de Janeiro (julio-agosto de 1514 ) en su regreso a Lisboa .  El español Francisco Torres, compañero de Juan Díaz de Solís en el viaje español al Río de la Plata ( 1515 ), al regresar a Sevilla atracó en el puesto comercial portugués en Río de Janeiro ("Bahía de los Inocentes", 1516 ), donde cargó palo de Brasil y se embarcaron el piloto João Lopes de Carvalho y el marinero Pedro Annes, quienes habían sido desterrados en 1511 en la Feitoria de Cabo Frío, desde donde se dirigieron a Río de Janeiro. Ambos llegaron a Sevilla el 4 de septiembre de 1516 .
Al mismo tiempo, Cristóvão Jaques, en su primera expedición (1516-1519), habiendo encontrado abandonado la feitoria de Cabo Frío, desembarcó en  agosto de 1516 . Aquí fue informado por João de Braga, que la carabela española capitaneada por Francisco Torres acababa de zarpar cargada de palo de Brasil pero que una segunda carabela de la expedición española aún no había pasado por Río de Janeiro. Jaques se dirigió al sur para capturarla y encontró a sus náufragos en la isla de Santa Catarina, encarcelando a siete de ellos. De regreso a Río, cargó una carabela con palo Brasil y los prisioneros españoles y la envió a Lisboa. Luego trasladó este puesto comercial a Pernambuco, ya que este había sido descubierto por extranjeros lo que implicaba su pérdida de rentabilidad, el palo Brasil procedente del litoral nordestino era de mejor calidad, y, se lograba un ahorro de dos meses de viaje
El portugués Fernando de Magallanes, durante su viaje alrededor del mundo al servicio de la Corona española (1519-1522), encontró los restos de este puesto comercial en la bahía de Guanabara ( 13 de diciembre de 1519 ),  y, entre las plantaciones abandonadas, la de caña de azúcar, según narra su dependiente, Antonio Pigafetta (" Relazione del primo viaggio intorno al mondo ").